# پائولیستا (بازیکن فوتبال، زاده ۱۹۸۸)
فابیو فرانسیسکو باروس دا ترینداد (به پرتغالی: Fábio Francisco Barros da Trindade) مهاجم اهل برزیل است که در شهر Paulista و در تاریخ ۲۸ آوریل ۱۹۸۸ به دنیا آمده‌است.
فابیو فرانسیسکو باروس دا ترینداد در تیم‌های فوتبال Porto سابقهٔ حضور دارد.